# Oligonychus nuptialis
Oligonychus nuptialis är en spindeldjursart som först beskrevs av Zacher 1932.  Oligonychus nuptialis ingår i släktet Oligonychus och familjen Tetranychidae. Inga underarter finns listade i Catalogue of Life.